# بست‌نشینی در سفارت بریتانیا

تجمع مردم در سفارت

تحصن در سفارت بریتانیا واقعه‌ای بود که از تاریخ ۲۷ تیرماه ۱۲۸۵ (۲۷ جمادی‌الاول ۱۳۲۴) به‌مدت نزدیک به ۲۱ روز برای تحقق درخواست‌های مدنی مردم و اصناف تهران، در سفارت بریتانیا در تهران صورت گرفت. این تحصن که در باغ قلهک سفارت بریتانیا انجام شد، در تاریخ ۱۴ مرداد ۱۲۸۵ با صدور فرمان مشروطیت توسط مظفرالدین شاه پایان پذیرفت.

## تاریخچه
تحصن عموماً برای مقاصد سیاسی یا اعتراض به حاکمان ظالم انجام می‌شود و معادل بست‌نشینی است که در زمان صفویه متداول بوده و افراد تحت تعقیب برای کاهش محکومیت یا بخشودگی در مقابر امامان یا امام زاده‌ها، بست می‌نشستند.
برای اولین بار در زمان سلطنت محمد شاه عده‌ای از شاهزادگان در سفارت روس علیه حاج میرزا آقاسی بست نشستند. در زمان ناصرالدین شاه برای اینکه مردم در سفارت‌های بیگانه بست ننشینند، چندین نقطه را بست قرار داد ولی پس از سفر اروپا، بست نشینی را ملغی کرد.

## پیش زمینه
پس از برگشتن سید محمد طباطبایی و سید عبدالله بهبهانی  و دیگر علما از تحصن عبدالعظیم فشار و اختناق دربار به مردم و بازاریان تشدید یافته و سخنرانان نیز با شروع عزاداری‌های محرم  به بد گویی علیه دربار و صدر اعظم ادامه می‌دادند. در یک نامه که با امضاء «مردم مسلمان» خطاب به علما انتشار یافته بود ادعا شده بود که دربار آنان را فریب داده و به تهران آورده‌است. متعاقب کشته شدن یکی از طلاب بنام سید عبدالحمید، بازاریان دکان‌ها را بسته و در مسجد جامع جمعیت انبوهی از طلاب و بازاریان جمع شده و در خواست‌های قبلی خود مبنی بر عزل نوز و تبعید علاءالدوله و عسگر گاریچی را خواسته و علیه دربار سخن می‌راندند.
بدستور عین الدوله صدراعظم قوای قزاق مسجد را محاصره و از ورود آب و غذا جلوگیری می‌نمود و اقدام به دستگیری آگاهان و مردم عادی کرده بودند.  به‌طوری که شب به  منزل ملک المتکلمین رفته و چون منزل نبوده، پسرهای او را گرفته و برده بودند و همچنین به منزل برادر محمدتقی بنکدار حمله شده بود.

## شروع تحصن
پس از آنکه عین الدوله موافقت کرد که علما از مسجد خارج و به نیت عتبات عالیات بسوی قم حرکت کنند بازاریان و طلاب و مردم عادی دست از کار کشیده و عده‌ای با علما از شهر خارج شدند و عده‌ای از سران طلاب و تجار راهی سفارت گردیدند.گفته می‌شود سید عبدالله بهبهانی قبلاً نامه‌ای مبنی بر اجازه تحصن برای بعضی از سران تجار، به سفارت فرستاده بوده که اعضاء سفارت بظاهر موافقت نکرده بودند.
در شب ۲۷ جمادی‌الاول حدود ۵۰ نفر از بازاریان و طلاب وارد سفارت شدند ولی روز دیگر تمام دکان‌ها بسته    و مدارس طلاب تعطیل و دسته دسته مردم وارد سفارت شده و هر صنفی در گوشه‌ای چادر خود را علم نمود. شب‌ها سخنرانان و جماعت واعظ به سخنرانی و توجیه مردم پرداخته و لایحه‌های درخواست‌ها تکمیل می‌گردید.  تعداد تحصن‌کنندگان را بین ۱۵ الی ۲۰ هزار نفر تخمین زده‌اند.

## خواسته‌ها
هرچند هدف اولیه تحصن کنندگان آزادی علما و خون‌خواهی کشتگان بود ولی با اوجگیری خیزش و راهنمایی‌های سخنرانان و روشنفکران، درخواست‌های دیگری اضافه شد که عمده آن‌ها عبارت بودند از : بازگشت علما از قم - امنیت عمومی - عدم دستگیری تحصن کنندگان - افتتاح عدالتخانه -قصاص قاتل عبدالحمید.
باز با راهنمایی‌های معلمان توصیه شد تشکیل مجلس شورای ملی و گنجاندن کلمه کنستیتوسیون و عزل عین الدوله، به لیست درخواست‌ها اضافه شود.

## گروه‌ها و اصناف
تمام اصناف از صنف فرش فروش و آهن فروش تا صنف پنبه دوز و گردو فروش کسب خود را تعطیل و هرکدام در یک چادر در محوطه باغ سفارت متمرکز شده بودند. بیش از ۵۰۰ خیمه تعبیه شده بود و هر گروه شعری در ارتباط با صنف خود نوشته و برسر خیمه خود آویخته بود.

## تدارکات

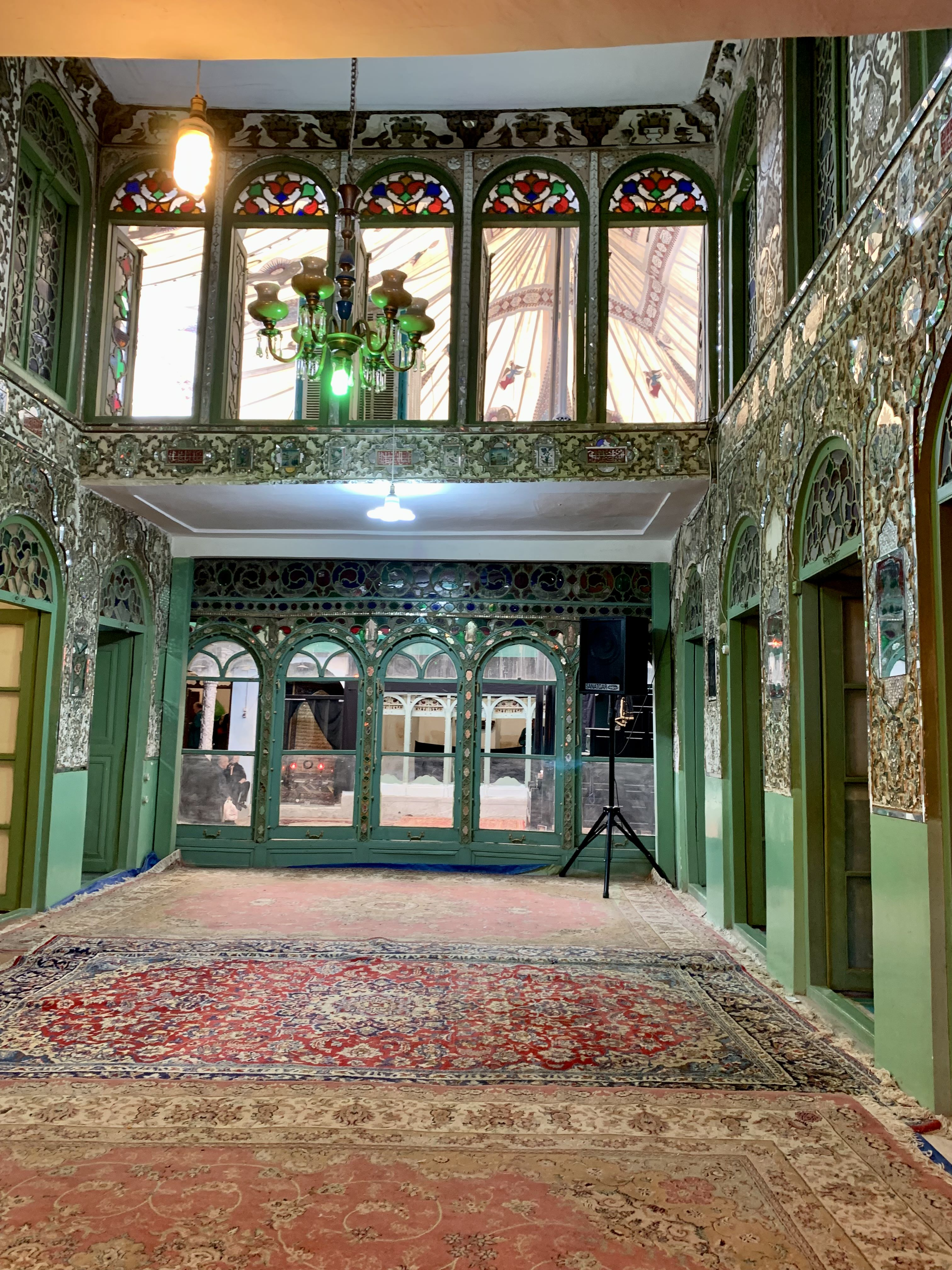
پذیرائی متحصنین (سمت راست حاج محمد تقی بنکدار)

مخارج تحصن و پذیرایی از آن‌ها و تدارک غذا و چادر از طرف بازاریان و خود اصناف تقبل شده بود و زیر نظر حاج محمد تقی بنکدار اداره میشد. در مدت ۲۰ روز، نهار و شام وچای و صبحانه با تنوع براه بود.
یکی از مهم‌ترین جنبه این تحصن، نظم و امنیت حاکم بر این جمعیت ۲۰ هزار نفری بود. در گزارش کاردار سفارت آمده است:  
 رفتارشان خیلی موافق نظم و ترتیب بود حُسن انتظام متحصنین بواسطه روسای ملت بود و کسان فاسد را در میان خود راه نمی‌دادند. کلیه مصارف و مخارج را جمعی از تجار معتبر کفیل بودند. سرهنگ دوگلاس -وابسته نظامی- مواظب ابنیه و عمارت بود، باوجودی که به هیچ وجه به این کار احتیاج نبود.

## پیروزی و صدور فرمان
سرانجام با مقاومت مردم و ایستادگی علما برای بازگشت از قم قبل از صدور فرمان مشروطیت و پس از رایزنی‌های متعدد سران متحصنین و کارکنان سفارت از یکسو و نمایندگان در بار از سوی دیگر، در تاریخ ۱۴ جمادی‌الثانی ۱۳۲۴ دستخط شاه مبنی بر فرمان مشروطیت صادر گردید و قرار شد ثلث جمعیت بعد از صدور فرمان و ثلث آن روز ورود علما و بقیه تا دستور افتتاح مجلس محوطه باغ سفارت را ترک کنند.